# Tilia lepidota
Tilia lepidota är en malvaväxtart som beskrevs av Alfred Rehder. Tilia lepidota ingår i släktet lindar, och familjen malvaväxter. Inga underarter finns listade i Catalogue of Life.